# Mount Trafalgar
Mount Trafalgar är ett berg i Australien. Det ligger i regionen Wyndham-East Kimberley och delstaten Western Australia, omkring 2 100 kilometer nordost om delstatshuvudstaden Perth. Toppen på Mount Trafalgar är 394 meter över havet.
Mount Trafalgar är den högsta punkten i trakten. Trakten runt Mount Trafalgar är nära nog obefolkad, med mindre än två invånare per kvadratkilometer.. Det finns inga samhällen i närheten.
Trakten runt Mount Trafalgar består huvudsakligen av våtmarker. Savannklimat råder i trakten. Genomsnittlig årsnederbörd är 1 826 millimeter. Den regnigaste månaden är februari, med i genomsnitt 407 mm nederbörd, och den torraste är augusti, med 1 mm nederbörd.